# 李俨 (唐朝至五代)
李俨（9世纪—918年），本名张休，一名张播，天复二年（902年）被唐昭宗派往军阀淮南节度使杨行密处的使者，从此作为唐帝的代表留在淮南甚至在907年唐朝灭亡后。在杨氏家族统治的吴国政权（又叫弘农）初年，他成为代表唐帝正式授予杨行密的儿子和继承人杨渥和杨隆演正式爵位之人。天祐十五年（918年），将领朱瑾杀摄政徐温子徐知训，徐温认为李俨串通朱瑾，杀之。

## 家世
李俨生年不详。初名张休，一名张播，宰相张濬的少子。因承荫做了唐昭宗的校书郎，历官右拾遗、左金吾大将军。

## 作为昭宗使者

### 唐朝年间
因以韩全诲为首的权势宦官害怕被昭宗和宰相崔胤屠戮，昭宗被他们劫持到盟友李茂贞治下的凤翔。崔胤召盟友大军阀宣武军节度使朱全忠围凤翔军部凤翔府。天复二年（902年）三月，可能在宦官要求下，昭宗赐张播国姓李，赐名俨，派为江、淮宣谕使，持御衣、御札从巫峡间道前往淮南，拜其节度使杨行密为东面行营都统、检校太师、守中书令、吴王，命其组织对朱全忠领地的大举进攻。此次拜官还授权杨行密在皇帝不在时承制行权。李俨的部分任务还有授杨行密部下朱瑾平卢节度使、朱延寿奉国节度使，独立军阀控制上元的冯弘铎武宁军节度使，加武安军节度使马殷同平章事，以希冯、马也加入杨行密对朱全忠的进攻。但冯、马没有这么做。冯弘铎很快兵败，领地被杨行密部将宁国节度使田頵吞并。六月，杨行密发兵讨朱全忠，但粮食不继，不久班师。十月，李俨到广陵履职，杨行密开始建制敕院，每有封拜，都告知李俨，于紫极宫唐玄宗像前展示制书，再拜然后才下诏。
三年（903年），已压倒李茂贞并迫其献出皇帝求和，并屠杀宦官的朱全忠最终计划篡位。他怕李俨住在长水县的父亲时为左仆射致仕的张濬煽动藩镇起事，杀其全家。只有李俨兄张格逃往西川。李俨也因而留在广陵，不敢回去。
天祐二年（905年），杨行密死。左牙指挥使张颢建议把都统印还给李俨，行节度事，因骑军都尉李涛反对未果。其将佐共请李俨承制授杨行密之子预定继承人杨渥淮南节度使（《新唐书》作淮南节度副大使）、东面诸道行营都统、兼侍中、弘农郡王。李俨照办。一作楊渥自稱吳王。

### 弘农/吴国年间
天祐四年（907年），朱全忠迫唐哀帝禅位于他，灭唐建立后梁，为太祖皇帝。包括杨渥、李茂贞、河东节度使李克用、西川节度使王建在内的几位节度使拒绝承认梁帝。王建自建前蜀政权，杨渥和二李理论上仍为已灭亡的唐朝的封臣，实际为各自分离的政权弘农、岐、晋的领主。
五年（908年），杨渥被张颢和右牙指挥使徐温所弑，二人立杨渥弟杨隆演为新的弘农郡王。徐温不久杀张颢，自为弘农摄政。在淮南将吏请求下，李俨仍作为昭宗的代表，承制授杨隆演淮南节度使、东面诸道行营都统、同中书门下平章事、弘农王。
七年（910年），杨隆演派去岐国报告杨渥死讯的军将万全感回到弘农，告知岐王李茂贞承制加杨隆演兼中书令，嗣吴王。于是杨隆演受命并在吴国大赦。九年（912年），徐温还是觉得这不够正式，于是与高级将领镇南节度使刘威、歙州观察使陶雅率将吏同见李俨，请他作为昭宗的代表承制加杨隆演太师、吴王。李俨照办。
徐温离开吴国都城广陵，出守昇州（即上元），留子徐知训在广陵为少摄政，监督吴国政策。但徐知训骄暴，与其他将官离心，其中就包括理论上位在徐知训之上的诸道副都统朱瑾。十五年（918年），徐知训新设静淮军，以朱瑾为节度使，意图以此遣其出京。朱瑾愤而杀徐知训，但被徐温部下子城使翟虔所困而自杀。当时李俨寓居海陵，陷于贫困。因他很与朱瑾交好，徐温认为他参与朱瑾杀徐知训之谋，也杀了他，并杀他同样怀疑与朱瑾合作的泰宁节度使米志诚。国人冤之。